# Umbonia
Umbonia (лат.) — род полужесткокрылых насекомых из семейства горбаток. Неарктика и Неотропика.

## Распространение
Неарктика и Неотропика.

## Описание
Общая окраска желтая, зеленоватая, коричневатая или, реже, красная; голова и переднеспинка с красноватыми полосами или без них. От близких видов отличается следующими признаками: голова узкая, равна примерно половине ширины между плечами, субтреугольная; темя крупно пунктировано; верхний край широко дугообразный. Глаза шаровидные, не очень выдающиеся. Оцеллии немного ближе друг к другу, чем к глазам, расположены на воображаемой линии, проходящей через центр глаз, или чуть выше нее. Постклипеус слегка вздутый на вершине, более или менее трехлопастный, с хорошо заметным срединным килем.
Пронотум крупно пунктирован. Метопидий широкий. Дорсальный отросток обычно хорошо развит, в виде заостренного вертикального шипа, или расширен на вершине, наклонен вперед или назад, или в некоторых случаях редуцирован, лишь незаметно приподнят или выпуклый. Задние плечевые отростки проецируются латерально, тупые. Задний отросток крышеобразный, заостренный, почти достигает вершины тегмина. Ноги I и II с латерально окаймленными голенями; лапки длинные, до двух третей длины голеней. Бёдра II с базальным шипом, направленным назад, обращенным вниз, упирающимся во внутреннюю поверхность бедра. Ноги III утолщённые с булавовидными волосками в ряд; лапки III редуцированы, примерно половина длины передних лапок.
Тегмин ланцетовидный, в четыре раза длиннее ширины, гофрированный между жилками, пунктированный в проксимальной половине, между костальной и секторной жилками и в основании клавуса; жилки хорошо выражены; пять апикальных ячеек, удлиненные и более или менее параллельные друг другу; присутствует поперечная s, закрывающая дискоидальную ячейку S2; она удлиненная и узкая, чуть больше трети длины тегмина; присутствует поперечная s-m; две поперечных m-cu, закрывающих удлиненную дискоидальную ячейку M2+3. Крылья с тремя апикальными ячейками; жилки S3+4 и M1+2 слиты дистально; поперечная m-cu присутствует; югальная доля отсутствует. Брюшко дорсо-вентрально уплощено. Пигофор самок фузиформный, со слегка суженной вершиной, с небольшим вентральным углублением, в котором расположены клапаны; они не достигают вершины. Пигофор самцов без боковых долей; эдеагус U-образный, с мелкими шипами, разбросанными на вершине.

## Систематика
Род был впервые выделен в 1843 году немецким энтомологом Германом Бурмейстером по типовому виду Membracis spinosa Fabricius, 1775 (по монотипии). Таксон включают в трибу Hoplophorionini из подсемейства Membracinae. Род сходен с Alchisme, но может быть дифференцирован, поскольку у Umbonia выступы плечевых углов не такие выступающие, как у Alchisme. Спинной отросток шиповидный, обычно загнут назад и имеет большие размеры. Большинство видов Umbonia крупнее, чем большинство видов Alchisme.
Известно около 20 видов.
- Umbonia amazili Fairmaire
- Umbonia amicalis Walker, 1851
- Umbonia ataliba Fairmaire
- Umbonia crassicornis Amyot & Serville, 1843
- Umbonia curvispina Stål, 1869
- Umbonia ermanii Griffini, 1895
- Umbonia formosa Creão-Duarte & Sakakibara, 1997
- Umbonia gladius Fairmaire
- Umbonia lativitta Walker, 1851
- Umbonia lutea Funkhouser
- Umbonia obscura Walker, 1851
- Umbonia octolineata Goding, 1930
- Umbonia reclinata Germar
- Umbonia reducta Walker
- Umbonia richteri Creão-Duarte & Sakakibara, 1997
- Umbonia signoreti Fairmaire
- Umbonia spinosa Fabricius
- Umbonia struempeli Creão-Duarte & Sakakibara, 1997